# Tetragnatha phaeodactyla
Tetragnatha phaeodactyla är en spindelart som beskrevs av Kulczynski 1911. Tetragnatha phaeodactyla ingår i släktet sträckkäkspindlar, och familjen käkspindlar. Inga underarter finns listade i Catalogue of Life.